# Isabella de Mèdici
Isabella de Mèdici (en italià: Isabella Romola de' Medici) (Florència, Ducat de Florència 1542 - Empoli, Gran Ducat de Toscana 1576) fou una noble florentina que va esdevenir duquessa consort de Bracciano.

## Orígens familiars
Va néixer el 31 d'agost de 1542 a la ciutat de Florència sent la tercera filla del duc Cosme I de Mèdici i Elionor de Toledo. Fou neta per línia paterna de Giovanni dalle Bande Nere i Maria Salviati, i per línia materna de Pedro Álvarez de Toledo y Zúñiga i de la marquesa de Villafranca Juana Osorio y Pimentel.
Fou germana, entre d'altres, dels Grans Ducs Francesc I i Ferran I de Mèdici; de Maria de Mèdici; i de Lucrècia de Mèdici, casada amb Alfons II d'Este.

## Núpcies i descendents
El 1553, a l'edat d'onze anys, fou promesa amb el condottiero Paolo Giordano I Orsini, matrimoni que es realitzà el 1565. D'aquesta unió nasqueren:
- Francesca Elionor Orsini (1571-)
- Virginio Orsini (1572-1615)

Cosme I al negociar el matrimoni amb la poderosa família Orsini va fer possible que Isabella podria seguir vivint a Florència en comptes d'amb el seu marit al Ducat de Bracciano. A la mort de la seva mare va actuar com a primera dama de Florència durant un temps, mostrant l'aptitud de qualsevol Mèdici per a la política. Durant les absències del seu marit tingué relacions amoroses amb el cosí del seu marit, Troilo Orsini, i en assabentar-se de la notícia estrangulà Isabella a la seva residència d'Empoli el 16 de juliol de 1576.